# Кимбалула, Аллан
Аллан Аксель Кимбалула (фр. Allan Axel Kimbaloula; 1 января 1992, Туркуэн) — конголезский и французский футболист, полузащитник. Выступал за сборную Конго.

## Биография
Воспитанник французских клубов «Блено» и «Лилль». С 2009 года выступал за второй состав «Лилля» в низших лигах Франции, летом 2012 года покинул клуб. Сообщалось об интересе к нему в этот период клуба английской премьер-лиги «Норвич Сити».
В начале 2013 года перешёл в состав действующего чемпиона Эстонии «Нымме Калью» (Таллин). Дебютный матч за клуб сыграл 26 февраля 2013 года в Суперкубке Эстонии против «Левадии» (0:3), а в высшей лиге дебютировал 2 марта в матче против «Пайде». В эстонском клубе провёл три сезона, сыграв 67 матчей и забив 16 голов в чемпионате страны. Становился серебряным (2013) и бронзовым (2015) призёром чемпионата, обладателем (2015) и финалистом (2013) Кубка Эстонии. Сыграл 11 матчей в еврокубках. Интерес к игроку проявляли итальянская «Рома» и польский «Шлёнск».
После ухода из «Нымме Калью» в течение полутора лет не играл на профессиональном уровне. Был на просмотрах в румынском «Вииторуле» в июне 2016 года и бельгийском «Мехелене» в мае 2017 года.
В августе 2017 года сыграл 3 матча за клуб второго дивизиона Румынии «Спортул Снагов», а в сентябре-октябре провёл 7 матчей за «Форесту» (Сучава), также во втором дивизионе. Осенью 2018 года играл в третьем дивизионе Греции за «Калитею». В дальнейшем выступал в низших лигах Бельгии и Франции.

## Карьера в сборной
17 февраля 2014 года сыграл единственный матч за сборную Конго в рамках отборочного турнира Кубка Африканских наций против Намибии (0:1), заменив на 64-й минуте Руди Бебея.

## Личная жизнь
Его отец конголезец родом из Пуэнт-Нуара, а мать уроженка Камеруна из города Сангмелима.

## Достижения
- Серебряный призёр чемпионата Эстонии: 2013
- Бронзовый призёр чемпионата Эстонии: 2015
- Обладатель Кубка Эстонии: 2014/15
- Финалист Кубка Эстонии: 2012/13